# Resolució 2306 del Consell de Seguretat de les Nacions Unides

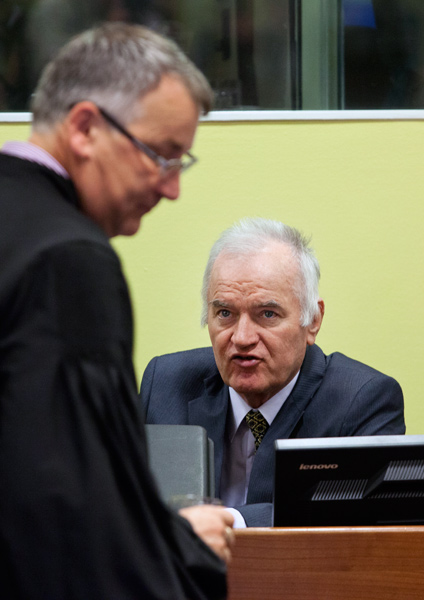
Imatge de Ratko Mladić, membre encausat de la resolució.

La Resolució 2306 del Consell de Seguretat de les Nacions Unides fou adoptada per unanimitat el 6 de setembre de 2016. El Consell va afegir temporalment un jutge de la Sala d'Apel·lacions del Tribunal Penal Internacional per a l'antiga Iugoslàvia per la situació d'escassetat.

## Contingut
Via secretari general, Ban Ki-moon, el president del Tribunal Penal Internacional per a l'antiga Iugoslàvia (TPII), Carmel Agius, va demanar autorització perquè se li assignés un jutge addicional a la Sala d'Apel·lacions del tribunal. Quatre dels set jutges permanents eren assignats pel Tribunal de la Sala d'Apel·lacions, i tres per al procés de Ratko Mladić.
Els estatuts prescrivien que s'haurien d'assignar cinc jutges a cada procediment d'apel·lació. En el cas que aquest procediment es realitzés a partir del judici de Mladić, mancava un jutge. Els altres tres jutges ja havien estat assignats al judici de Mladić i, per tant, no podien presentar-se en un procediment d'apel·lació en el mateix cas. Per tant, Agius va suggerir que el jutge Burton Hall, un ex jutge permanent al TPII i que ara estava en el Mecanisme Residual de Tribunals Penals Internacionals, fos afegitt temporalment a la Sala d'Apel·lacions del TPII per qualsevol apel·lació del procés de Mladić.
Les disposicions transitòries relatives al Mecanisme de Tribunals penals internacionals estipulades a la resolució 1966 permeten que un jutge se senti al mecanisme alhora que un tribunal. Així doncs, es va afegir un article als articles d'associació del TPIAI, que permetien al Secretari General assignar temporalment a l'ex-jutge dels Tribunals de Iugoslàvia o de Ruanda a la Sala d'Apel·lacions en cas que no hi hagués un jutge permanent al tribunal.